# Garderegiment Grenadiers en Jagers

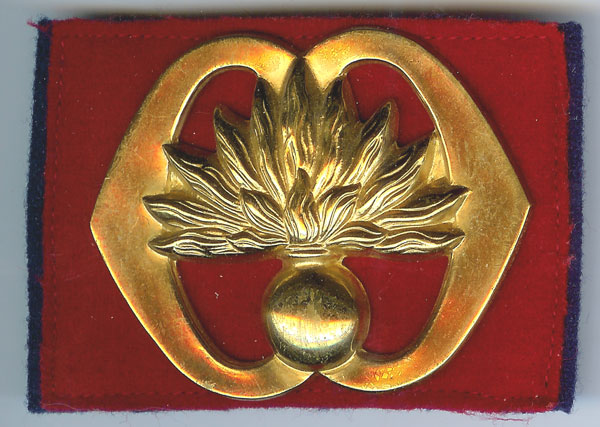
Baretembleem van de Garde Grenadiers

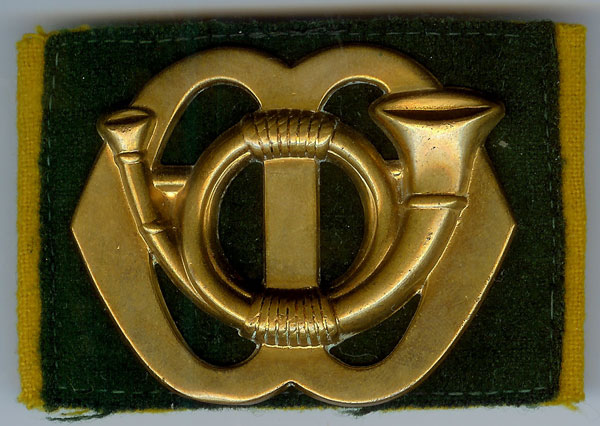
Baretembleem van de Garde Jagers

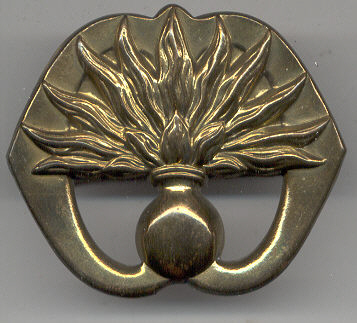
Baretembleem van de Garde Grenadiers 1e model 1947

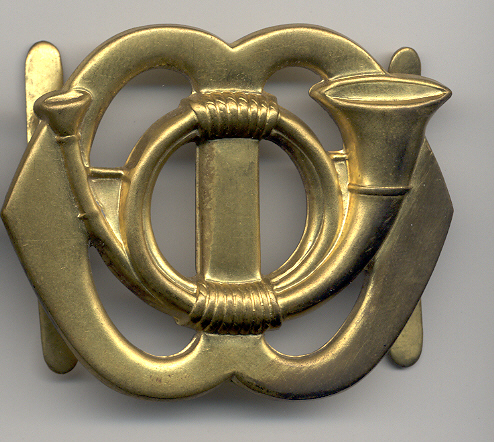
Baretembleem van de Garde Jagers 1e model 1947

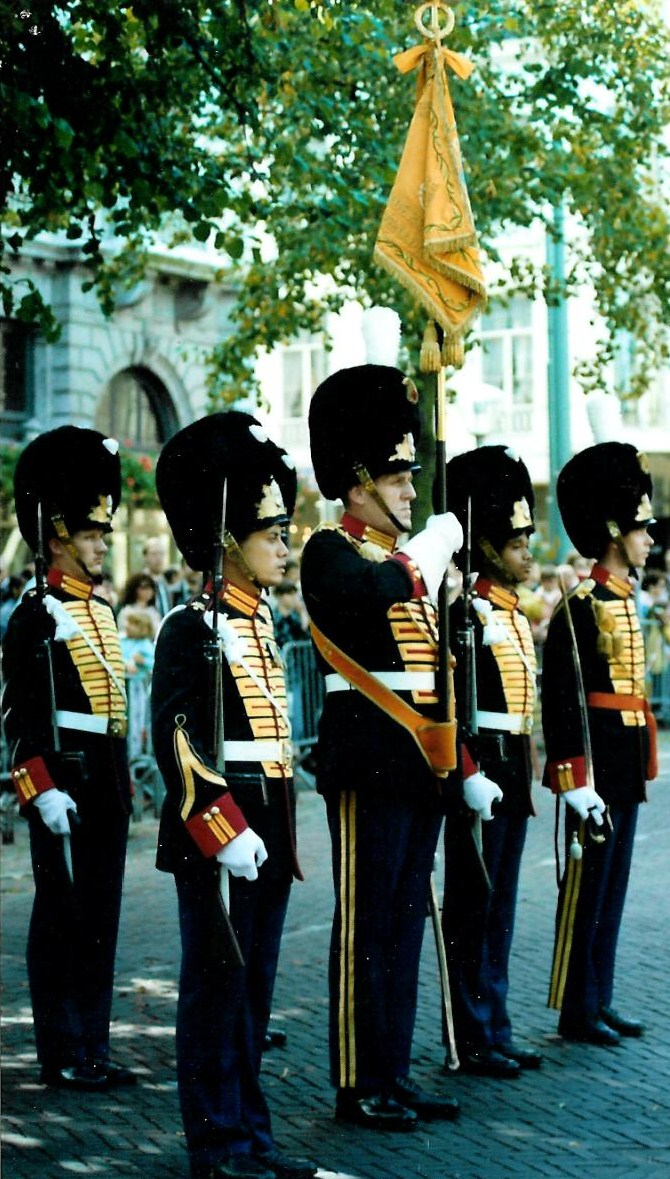
Vaandelwacht van het Garderegiment Grenadiers

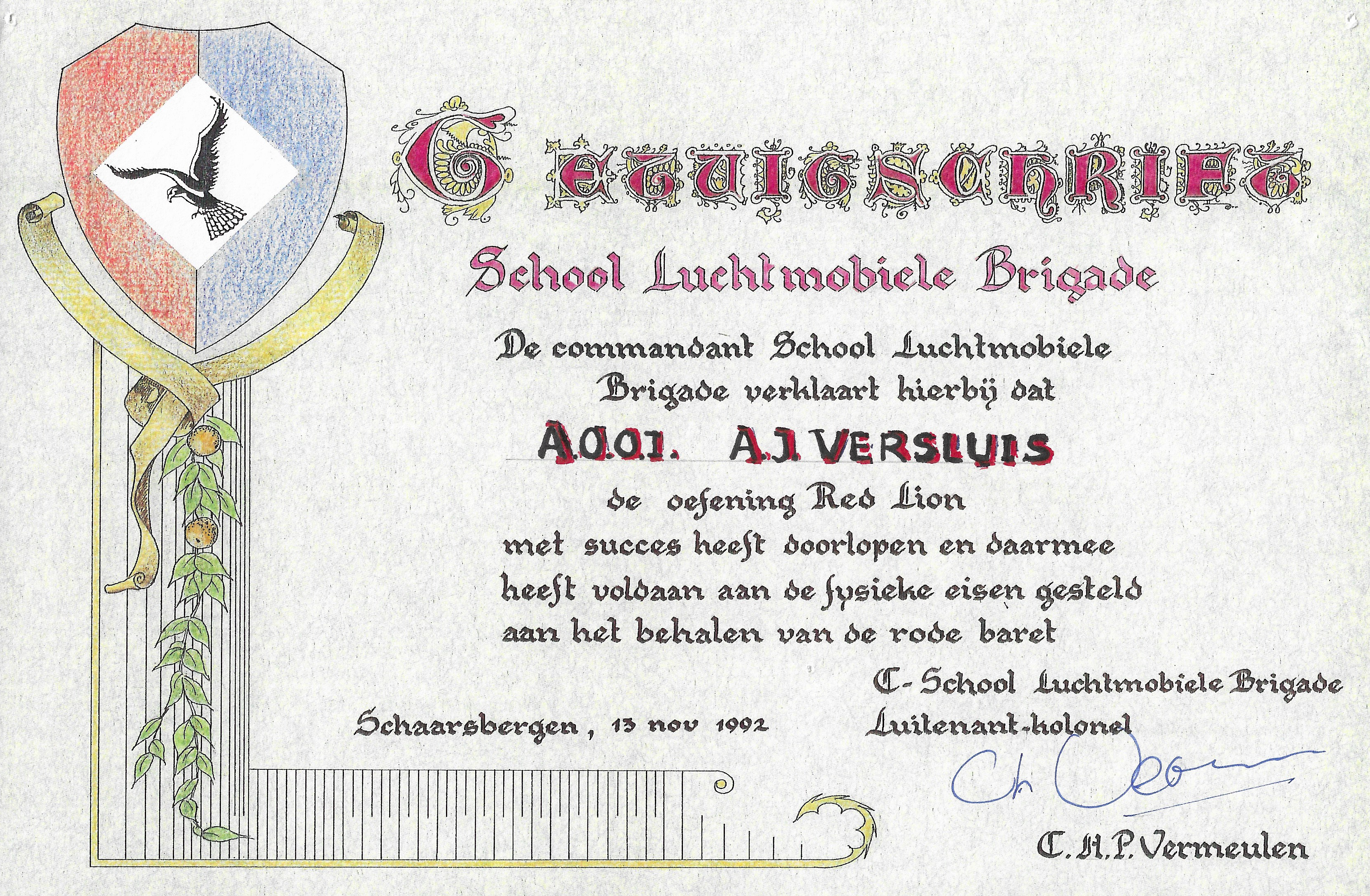

Het Garderegiment Grenadiers en Jagers is een regiment van de infanterie in de Nederlandse Koninklijke Landmacht. Het is opgericht in 1829 en daarna vaak gewijzigd. koninklijk besluit (KB) nr. 104 van 7 juli 1829 beval “de oprichting van een afdeling (= 3 bataljons) Grenadiers en twee bataljons Jagers”. Zij moeten “onder het oog des Konings” dienstdoen, wat inhoudt dat ze worden gelegerd waar de Koning regeert. Zo vingen ze in Brussel in augustus 1830 de eerste klap van de Belgische opstand op, beveiligden ze Den Haag in 1914-1918 en verdedigden ze Den Haag in mei 1940. 
Het Garderegiment Grenadiers en Jagers is het moederregiment van de Koninklijke Utrechtsche Studenten Vereeniging tot Vrijwillige Oefening in den Wapenhandel (stamregiment Jagers) en de Koninklijke Leidsche Studenten Vereeniging tot Vrijwillige Oefening in den Wapenhandel 'Pro Patria' (stamregiment Grenadiers), respectievelijk de Utrechtse en Leidse studentenweerbaarheid.

## Belangrijkste Koninklijke Besluiten
- Bij KB nr 104 van 7 juli 1829 heeft koning Willem I de Afdeling Grenadiers (3 bataljons) en twee bataljons Jagers opgericht die onder het oog des Konings moeten dienen.
Hieraan is de procedure verbonden dat officieren bij KB bij de Grenadiers of Jagers worden geplaatst en ontheven en dat regimentscommandanten bij KB worden benoemd en ontheven.
- Bij KB nr 5 van 26 mei 1948[1] heeft koningin-regentes Juliana de Regimenten Grenadiers, Jagers en Fuseliers Prinses Irene per 1 juni 1948 de status van Garderegiment verleend.
Hieraan is de procedure verbonden dat officieren bij KB bij de Grenadiers, Jagers of Fuseliers worden geplaatst en ontheven en dat Regimentscommandanten bij KB worden benoemd en ontheven. Bovendien is de functie van Gardecoördinator ingevoerd.
- Bij KB nr 94.007435 van 22 september 1994 heeft koningin Beatrix de samenvoeging tot één Garderegiment Grenadiers en Jagers per 6 april 1995 bevolen.
Nog steeds worden officieren bij KB geplaatst en ontheven bij de Fuseliers of de Grenadiers en Jagers; de Regimentscommandant kan zelf bepalen wie Jager en wie Grenadier is. De regimentscommandant zelf wordt bij KB benoemd en ontheven.

## Oorsprong en heden van grenadiers, jagers en gardisten
Sinds enkele eeuwen bestaan er Grenadiers en Jagers. Uitvinding van de handgranaat in de 17e eeuw schept de behoefte aan grote, sterke Grenadiers als 'granaatwerper'. Berenmutsen moeten hen beschermen tegen sabelhouwen en aan de voorzijde kleurrijke uniformen moeten hen nog groter doen lijken. Na de succesvolle inzet van snelle, beweeglijke eenheden met goede schutterskwaliteiten in de Oostenrijkse Successieoorlog in de 18e eeuw, worden overal Jagers ingevoerd. Groene uniformen helpen hen zich als jagers aan de omgeving aan te passen. Grenadiers en Jagers zijn dus al van oorsprong geselecteerde militaire vaklieden. Omdat zij vorsten en veldheren bewaken als lijfwacht worden zij ook ‘gardist’. 
Het garderegiment Grenadiers en Jagers zet een traditie voort van verschillende garderegimenten die in de loop van de Nederlandse geschiedenis hebben bestaan. Vanaf de tijd van Willem I van Oranje waren er keurtroepen die functioneerde als de lijfwacht, oftewel garde, van de stadhouders. Naast Nederlandse gardisten hadden alle stadhouders ook Zwitserse huurlingen in dienst als lijfwacht. De Nederlandse gardisten, de Stadhouderlijke Garde te Voet heeft bestaan tot de vlucht van stadhouder Willem V van Oranje-Nassau naar Engeland in 1795. In 1688 volgde de Garde te Voet Willem III van Oranje-Nassau naar Engeland, waar de garde een belangrijke rol heeft gespeeld in de overwinning van Willem III van Oranje-Nassau op de Ieren tijdens de Slag aan de Boyne. In de napoleontische tijd had koning Lodewijk Napoleon Bonaparte zijn eigen koninklijke garde. Bij de inlijving van Nederland in het Eerste Franse Keizerrijk in 1810 is deze garde opgenomen in de Keizerlijke Garde van Napoleon als het 3de regiment. Tot 1829 zijn er Zwitserse gardisten in dienst geweest van de Oranjes. 
Tegenwoordig wordt het garde-aspect vooral getoond tijdens erediensten als Prinsjesdag (met het escorteren van de Koning(in) in de Koninklijke Stoet naar en de Erewacht op het Binnenhof), bij Koninklijke begrafenissen en als Erewacht bij staatsbezoeken van buitenlandse staatshoofden. Het wordt zeer gewaardeerd dat leden van de Koninklijke Familie regelmatig “het uniform van hun garde” dragen, evenals de gewoonte om officieren bij koninklijk besluit bij de garde te plaatsen en ontheffen.
Deze lijfwacht- of gardefunctie is bevestigd bij Koninklijk Besluit nr 5 van 26 mei 1948 en zo ontstaan de drie Garderegimenten der Grenadiers (GG), der Jagers (GJ) en der Fuseliers Prinses Irene (GFPI). Analoog aan eerdere samenvoegingen in 1843-1913 en 1950-1951 worden de GG en GJ bij Koninklijk Besluit van 22 september 1994 samengevoegd tot het Garderegiment Grenadiers en Jagers (GGJ). Op 11 april 1995 reikte H.M. Koningin Beatrix vergezeld van Z.K.H. Prins Willem-Alexander het nieuwe vaandel uit aan de regimentscommandant GGJ, tevens commandant van 11 Infanteriebataljon luchtmobiel GGJ. Op dit vaandel zijn de oude vaandelopschriften van beide regimenten aangebracht: Tiendaagse Veldtocht 1831, Ypenburg 1940, Ockenburg 1940, West-Java 1946-1949 en Oost-Java 1946-1949. De Vaandelwacht is heden ten dage samengesteld uit Grenadiers en Jagers, wat het meest tot uiting komt bij optreden in ceremonieel tenue. Op gevoegde foto van de vaandelwacht bestaat deze slechts uit Grenadiers, omdat deze nog stamt uit de periode van vóór de samenvoeging van beide Regimenten op 11 april 1995. De tradities van de oude afzonderlijke Garderegimenten worden heden ten dage bewaakt -en voortgezet bij 11 Infanteriebataljon Air Assault GGJ, de Stafstafcompagnie Luchtmobiele Brigade GGJ en de in 2005 opgerichte Regimentsfanfare "Garde Grenadiers en Jagers".

## Vanaf de oprichting tot de Tweede Wereldoorlog

### Tiendaagse Veldtocht 1831 en de periode 1815-1839
Na de overwinning op Napoleon (Waterloo, 1815) is heel Europa erg onrustig omdat de nieuwe verhoudingen zich nog moeten zetten. Zo ook het Koninkrijk der Nederlanden dat België, Nederland en Luxemburg omvat. De sinds 1648 onafhankelijke Noord-Nederlandse en de eeuwenlang door Oostenrijk bestuurde Zuid-Nederlandse gebieden blijken politiek-cultureel uit elkaar te zijn gegroeid. In 1830 broeit het in België waar de katholieken en liberalen het niet eens zijn met het beleid van koning Willem I en velen aansluiting met Frankrijk nastreven. Het komt tot een oproer in Brussel dat uitgroeit tot een nationale opstand. Met steun van Engeland wordt prins Leopold van Saksen-Coburg koning der Belgen en een jaar later komt Frankrijk de nieuwe staat te hulp. Het in 1829 opgerichte Regiment Grenadiers en Jagers krijgt in 1830 te maken met het oproer in Brussel en neemt in 1831 onder leiding van kroonprins Willem (de latere koning Willem II, die al bij Waterloo vocht en nu het opperbevel over het Nederlandse leger heeft), deel aan de Tiendaagse Veldtocht in België en vervolgens aan de verdediging langs de huidige zuidgrens van Nederland tot 1839. 
In 1839 volgt de definitieve afscheiding van België. Tijdens de acties in 1830 en 1831 betreuren de Afdeling Grenadiers en de Jagersbataljons, in alle rangen, 61 doden. Voor uitstekende daden van moed, beleid en trouw worden viermaal de Militaire Willems-Orde 3e klasse en zeventig maal de Militaire Willems-Orde 4e Klasse toegekend. Alle deelnemers aan de gevechten te Brussel en de Tiendaagse Veldtocht ontvangen het 'Metalen Kruis', vervaardigd uit vijf op de Belgen veroverde kanonnen, die voor dit doel werden omgesmolten. Uit erkenning voor de prestaties in 1830-1831 bevestigt koning Willem III in 1849 het Metalen Kruis van zijn gestorven vader koning Willem II aan het vaandel, terwijl pas in 1896 het opschrift ‘Tiendaagse Veldtocht 1831' aan vaandel van het Regiment Grenadiers en Jagers wordt toegekend.

### Gereedstaan in de periode 1839-1938 en de Eerste Wereldoorlog
Na de vrede met België (1839) wordt het leger grotendeels gedemobiliseerd. In 1843 worden na diverse inkrimpingen de Grenadiers en Jagers samengevoegd tot het Regiment Grenadiers en Jagers, gelegerd in de Oranjekazerne in Den Haag. Aan de vooravond van de Eerste Wereldoorlog, op 28 maart 1913, worden de beide regimenten weer opgesplitst. Tijdens de Eerste Wereldoorlog (1914-1918) blijft Nederland neutraal. Grenadiers en Jagers betrekken opstellingen in en rond Den Haag waar ze regeringsgebouwen en de Koninklijke Paleizen bewaken, spoorbaanvakken beveiligen en geïnterneerden opvangen en bewaken.
Eind 1918 wordt er gedemobiliseerd, maar de Grenadiers en Jagers behouden elk hun eigen regiment en vormen de 'Brigade Grenadiers en Jagers' (1e Infanteriebrigade). In heel Europa heerst in 1918 een revolutionaire stemming (Russische Revolutie, troonsafstand van de Duitse keizer) en Troelstra en anderen willen ook in Nederland een revolutie ontketenen en het koningschap afschaffen. Maar zij overschatten hun positie. Op 18 november 1918 vindt als antwoord in Den Haag een indrukwekkende huldiging en trouwbetuiging aan het Huis van Oranje plaats. Duizenden mensen zien hoe Grenadiers en Jagers de paarden uitspannen en de koets met koningin Wilhelmina en koningin-moeder Emma erin langs de op het Malieveld opgestelde troepen en buurtverenigingen voorttrekken. In 1922 wordt het bataljonsverband opgeheven en bestaat elk regiment slechts uit enige schoolcompagnieën met 5 maanden dienstplichttijd. Het is tot 1938 de periode van “het gebroken geweertje”.

## Tweede Wereldoorlog en Nederlands-Indië

### Ypenburg 1940 en Ockenburg 1940 en de periode 1938-1945
Hoewel Hitler al in 1933 aan de macht komt en zijn agressieve intenties snel duidelijk worden, begint de wederopbouw van het Nederlandse leger pas in 1938, met een dienstplicht van 11 maanden. Op 24 augustus 1939 kondigt de regering de mobilisatie af. De Duitsers vallen Nederland binnen op 10 mei 1940. De eenheden van de Grenadiers en Jagers die zich op 10 mei 1940 in Den Haag en bij Rotterdam bevinden, zijn:
- Het Regiment Grenadiers in Loosduinen en het vliegveld Ypenburg.
- Het Regiment Jagers in Naaldwijk, Monster, 's-Gravenzande en het vliegpark Waalhaven bij Rotterdam.
- Het grensbataljon Grenadiers te Scheveningen.
- De depotcompagnie Grenadiers op Ockenburg.
- De reserve-grenscompagnie Grenadiers in Den Haag en bij de paleizen Noordeinde en Huis ten Bosch.
- De reserve-grenscompagnie Jagers in de omgeving Kijkduin en Ter Heijde.

De Grenadiers en Jagers eenheden in en om Den Haag hebben deelgenomen aan de strijd om de residentie tegen de Duitse 22e luchtlandingsdivisie van generaal von Sponeck en de Duitse 7e luchtlandingsdivisie onder generaal Student die met 430 transportvliegtuigen worden aangevoerd en door 250 jachtvliegtuigen en 200 bommenwerpers worden ondersteund. Na landing op de 3 vliegvelden Ypenburg, Ockenburg en Valkenburg moeten zij naar het regeringscentrum oprukken om de koningin, de regering en het opperbevel gevangen te nemen. De eerste strategische luchtlandingsoperatie in de geschiedenis. Uiteindelijk heeft de vijand zijn opdracht in en rond den Haag niet kunnen uitvoeren. Dit is voor een deel te danken aan het optreden van Grenadiers en Jagers. Door dit optreden hebben de Duitsers de 'slag om de Residentie' feitelijk verloren.
Het reserve Grenadiersbataljon 23RI dat gestationeerd is aan het oostfront van de Vesting Holland heeft nauwelijks aan de strijd deelgenomen. Het grensbataljon Jagers in de omgeving van Tilburg en Eindhoven heeft veel geleden van Duitse luchtaanvallen en is teruggevallen op posities in de provincie Zeeland; vandaar zijn vele Jagers later naar Engeland ontkomen. Het reserve Jagersregiment 24RI begint in stellingen in het Land van Maas en Waal, verplaatst naar Amerongen en voert met twee bataljons, samen met het 29e Regiment Infanterie, een mislukte tegenaanval uit op de Grebbeberg. Bij deze acties in de meidagen van 1940 zijn 208 Grenadiers en Jagers gesneuveld. Na de oorlog zijn velen, al of niet postuum, onderscheiden met de Militaire Willems-Orde, de Bronzen Leeuw en het Bronzen Kruis. Bij Koninklijk Besluit van 13 juli 1949 wordt bepaald dat het Regiment Grenadiers in het vervolg de vaandelopschriften 'Ypenburg 1940' en 'Ockenburg 1940' mag voeren en het Regiment Jagers 'Ockenburg 1940'.

### West-Java 1946-1949 en Oost-Java 1946-1949” en de Politionele Acties in Nederlands-Indië

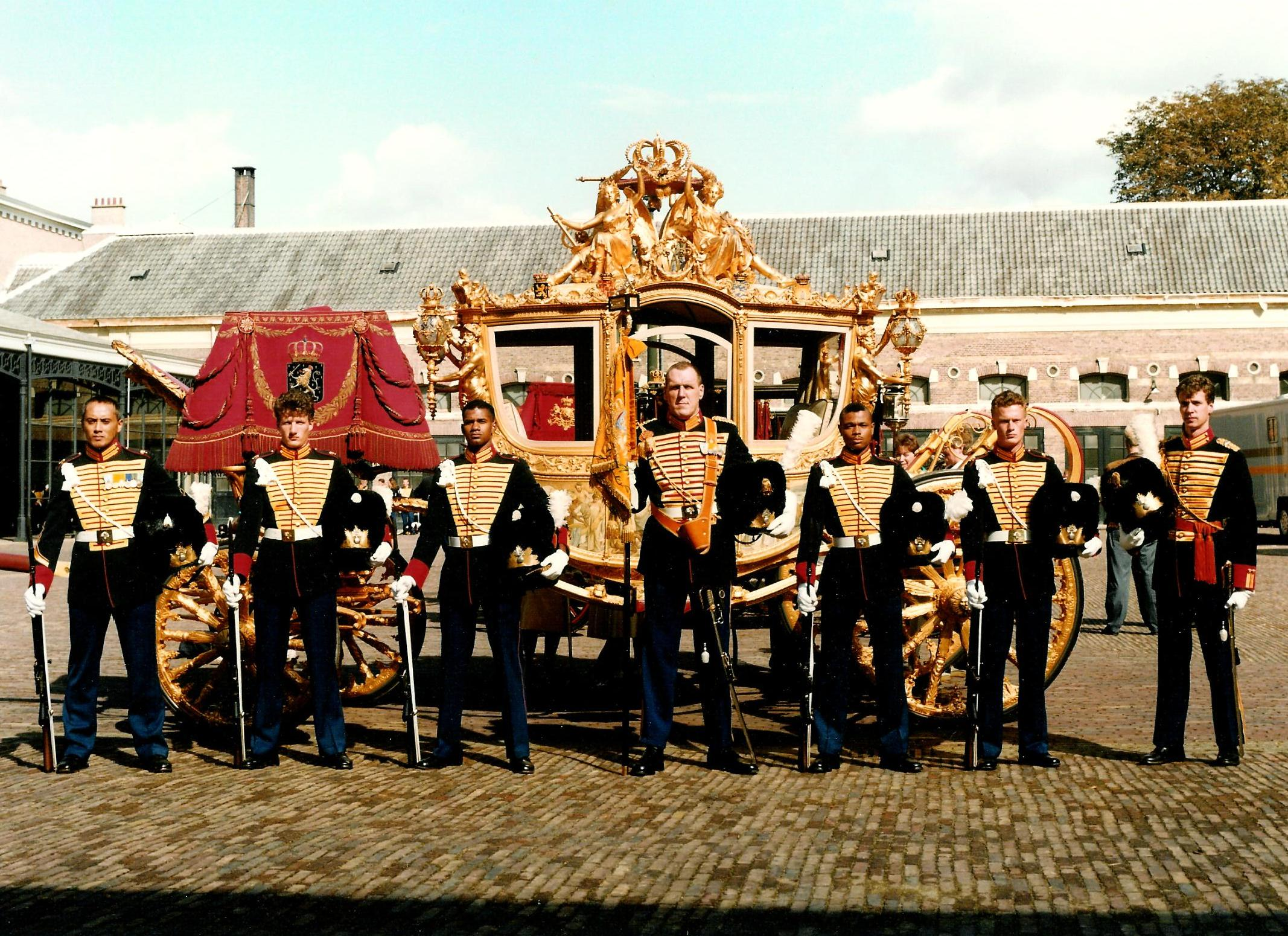
De Vaandelwacht van het Garderegiment Grenadiers staand voor de Gouden Koets (1992)

Na de Japanse overgave roept op 15 augustus 1945 de (provisorische) regering van de Republiek Indonesië de onafhankelijkheid uit. Nederland wil na de Japanse bezetting een andere overgang naar de toekomst van het toenmalige Nederlands-Indië. Vijf bataljons Grenadiers en vijf bataljons Jagers nemen in 1946-1949 aan de Politionele Acties deel, waarbij een aantal is ingedeeld bij de 1e Divisie “7 december”. Veel dienstplichtige soldaten zijn vaak jarenlang van huis en voeren een anti-guerrilla oorlog in een ver land met heel andere culturen en een tropisch klimaat. 
Uiteindelijk moet Nederland onder internationale druk (lees: Verenigde Naties en de Verenigde Staten) Indonesië in 1949 haar onafhankelijkheid geven. Ruim 200 Grenadiers en Jagers zijn niet in Nederland teruggekeerd en zijn begraven op de militaire begraafplaats Menteng Poeloe. Naast diverse onderscheidingen voor getoonde moed en uitzonderlijke prestaties, zijn allen onderscheiden met het onderscheidingsteken 'Voor Orde en Vrede'. In 1977 worden bij Koninklijk Besluit aan het Garderegiment Grenadiers en aan het Garderegiment Jagers de vaandelopschriften 'West-Java 1946-1949' en 'Oost-Java 1947-1949' toegekend.

## Koude Oorlog
Gereedstaan in de Koude Oorlog van 1950 tot 1992. Na de Indonesische onafhankelijkheid wordt er opnieuw gedemobiliseerd en worden in 1950-1951 de Grenadiers en de Jagers opnieuw samengevoegd, nu tot Garderegiment Grenadiers en Jagers (GGJ). Gezien de Sovjet-Russische dreiging eisen de West-Europese Unie (WEU) en de Noord-Atlantische Verdragsorganisatie (NAVO) meer Nederlandse defensie-inspanningen in bondgenootschappelijk verband. In 1951 wordt het GGJ opnieuw opgesplitst in Garderegiment Grenadiers (GG) en Garderegiment Jagers (GJ). Hun parate bataljons worden eerst in Arnhem (Menno van Coehoornkazerne en de Saxen Weimarkazerne) gelegerd, verhuizen veelvuldig naar andere Nederlandse kazernes en komen uiteindelijk op de Oranjekazerne in Schaarsbergen (Jagers in 1954) en de Saxen Weimarkazerne in Arnhem (Grenadiers in 1960) terecht. Na veelvuldige hernummeringen worden ze in 1957 11 Infanterie bataljon GG en 12 Infanteriebataljon GJ. 
In 1965 bij de invoering van het pwi YP-408 krijgen ze 11 Pantserinfanteriebataljon GG en 12 Pantserinfanteriebataljon GJ. In 1985 wordt met de invoering van de pri YPR-765 overgegaan op rupsvoertuigen. Ook zijn er een aantal mobilisabele GG en GJ bataljons, die regelmatig op herhaling komen. 
Vele lichtingen met in totaal tienduizenden grenadiers en jagers vervullen tijdens de Koude Oorlog hun (dienst)plicht, ook tijdens de grootschalige, nationale en internationale oefeningen in Duitsland en Frankrijk, waarmee de staven en eenheden worden geoefend en de tegenstander wordt afgeschrikt.

## Na de Koude Oorlog: beroepsleger - ernstinzetten
De ineenstorting van de dreiging van het Warschau Pact die in Nederland wordt gevierd met de Defensienota 1991. Daarmee wordt een structurele omslag bij Defensie en politiek Nederland opgestart: - van middelen en inzet die op een staande, externe dreiging gebaseerd zijn naar op eigen ambitieniveau gebaseerde ‘toolbox’ capaciteiten. De volgende veranderingen vinden plaats: 
- van dienstplichtige naar beroepsmilitairen;
- van zelfstandige krijgsmachtdelen naar één krijgsmacht;
- van collectieve zelfverdediging thuis via VN-vredesoperaties naar VN-gemandateerde en NAVO-geleide interveniërende vredesoperaties;
- er komt een veteranenbeleid met maatschappelijke erkenning en gerichte zorg.

11 Pantserinfanteriebataljon GG neemt de strijdkreet “Grenadiers-vooraan” serieus en wordt het eerste met beroepsmilitairen gevulde luchtmobiele infanteriebataljon dat zich voor de rode baret kwalificeert. 12 Pantserinfanteriebataljon GJ neemt de strijdkreet “Allez-chasse” even serieus en wordt het tweede soortgelijke bataljon. Samen helpen ze 11 Luchtmobiele Brigade opstarten. 
Beide bataljons gaan “op ernstinzet” in moderne scenario’s. Daarvoor worden tegenwoordig (nog) geen vaandelopschriften toegekend. Op 11 april 1995 reikt koningin Beatrix het nieuwe vaandel van het Garderegiment Grenadiers en Jagers uit aan Peter van Uhm, de regimentscommandant GGJ, tevens commandant van 11 Infanteriebataljon luchtmobiel GGJ. Na de operationele gereedstelling in 2003 onder leiding van Peter van Uhm van 11 Air Manoeuvre Brigade, een synergetische samenvoeging van 11 Luchtmobiele Brigade KL en Tactische Helikopter Groep KLu, mogen de bataljons zich “Infanteriebataljon Air Assault” (= luchtlandingsstorm) noemen, in het jargon 11 Infbat Aaslt GGJ.
Van januari 2012 tot september 2014 was voor het eerst in de geschiedenis van het regiment de regimentscommandant niet afkomstig van het wapen der infanterie. De toenmalige luitenant-kolonel Cas Schreurs was afkomstig van de cavalerie.

## Vaandel
Het Garderegiment Grenadiers en Jagers ontving uit handen van Koningin Beatrix zijn vaandel. Aan het vaandel is gehecht het Metalen Kruis dat koning Willem II droeg ter herinnering aan de Tiendaagse Veldtocht. Op het vaandel mogen (met ingang van 1 december 2019) de volgende opschriften worden vermeld:
- Tiendaagse Veldtocht 1831
- Ypenburg Ockenburg 1940
- West-Java 1946-1949
- Oost-Java 1947-1949
- Sangin 2007

## Tradities
Beide stamregimenten hebben eigen ceremoniële tenues, die worden gedragen bij bijzondere gelegenheden, waaronder Prinsjesdag. Ook de vaandelwacht draagt de ceremoniële tenues van de grenadiers en jagers. Het ceremoniële tenue van de grenadiers is gebaseerd op het in 1829 uitgereikte tenue. Het bestaat uit een donderblauwe (blauwzwarte) jas met versierde knoopsgaten en een nassaublauwe, gebiesde broek. Als hoofddeksel dragen de grenadiers de traditionele berenmuts. De jagers dragen een donkergroen ceremonieel tenue met witte slobkousen en een baret met pluim.
Het Garderegiment Grenadiers en Jagers heeft twee inspectiemarsen: Onder het oog des Konings en de Marche des Chasseurs. De Grenadiersmars is de defileermars van het regiment.